# Phyllophaga picipennis
Phyllophaga picipennis är en skalbaggsart som beskrevs av Moser 1918. Phyllophaga picipennis ingår i släktet Phyllophaga och familjen Melolonthidae. Inga underarter finns listade i Catalogue of Life.